# 1000-kroneseddel
1000-kronesedlen er en tidligere dansk pengeseddel. Den blev indført den 11. marts 1975 og var indtil 31. maj 2025, hvor den igen blev afskaffet som betalingsmiddel, den højestlydende pengeseddel i Danmark. I dag er 500-kronesedlen den højeste seddel, ligesom den var det inden 1975. 
Da Nationalbanken sendte 1000-kronesedlen i omløb, udgjorde dens værdi i nutidskroner DKK 5.604 (omregnet til 2025-niveau).
1000-kronesedlen tegnede sig i 2023 for ca. 1/3 af værdien af det samlede seddelomløb.
Den 30. november 2023 meddelte Nationalbanken at man i forbindelse med udstedelsen af en ny seddelserie ville udfase 1000-kronesedlen. Sedlen ville blive ugyldig fra og med 1. juni 2025. Baggrunden var, at behovet for at bruge den store seddel i transaktioner efterhånden var faldet betydeligt. Langt de fleste større betalinger foregår i dag digitalt som kortbetalinger eller kontooverførsler. Samtidig sætter hvidvaskreglerne i dag grænser for, hvor store betalinger man må foretage med kontanter.
Ved offentliggørelsen af beslutningen om at inddrage 1000-kronesedlerne, var der 1000-kronesedler for 21,1 mia. kr. fra den gængse 2009-serie i omløb. I løbet af det næste halvandet år, indtil sedlerne blev ugyldige, blev sedler for 19,7 mia. kr. eller 93 % af det samlede indkaldte beløb ombyttet. Dermed var der 1000-kronesedler for 1,4 mia. kr., som ikke blev indløst.

## Serier og motiver

### 2009-serien
Den 24. maj 2011 blev 1000-kronesedlen udsendt i en ny udgave, som en del af opdateringen mellem 2009 og 2011 af alle danske pengesedler.
Sedlen er, som de øvrige sedler i den nye serie, designet af kunstneren Karin Birgitte Lund. På forsiden optræder Storebæltsbroen, og på bagsiden er Solvognen afbilledet sammen med et kort over Storebælt, med placeringerne for broen og fundet af Solvognen markeret med cirkler.

### 1997-serien
1000-kronesedlen blev udsendt i en opgraderet version november 2004. Motiverne var de samme som på den tidligere 1000-kroneseddel fra 1998. Der var et dobbeltportræt af Anna Ancher og Michael Ancher på forsiden. Motivet på bagsiden var inspireret af en turneringsscene fra Bislev Kirke i Nordjylland.

### 1972-serien
Motivet på forsiden var et portræt af Thomasine Gyllembourg. På bagsiden var et egern. Egernet, som pengesedlen populært kaldtes, blev i 1996 kåret til verdens smukkeste pengeseddel af en international jury.